# Promontory Fort

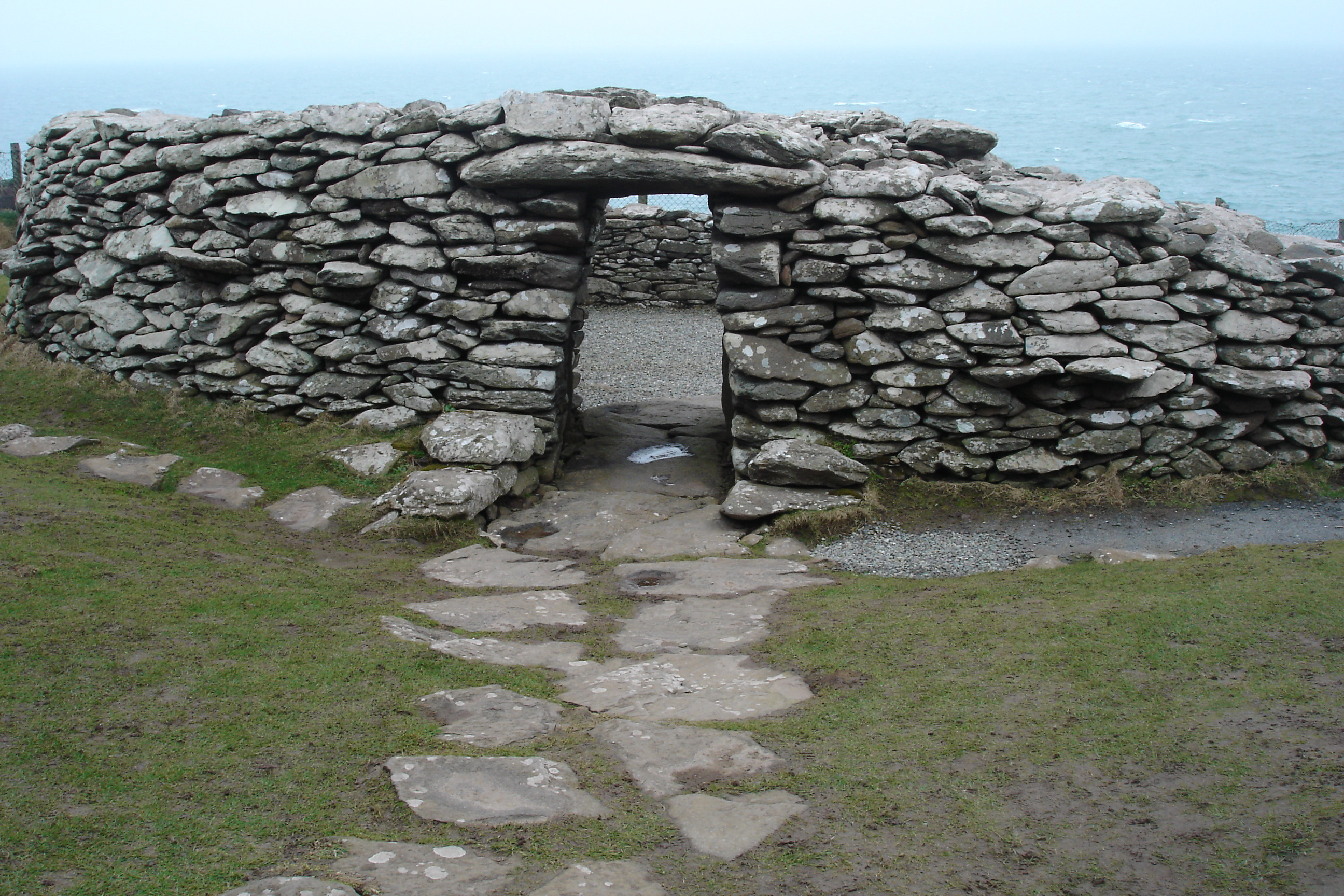
Eingang des Dunbeg Fort

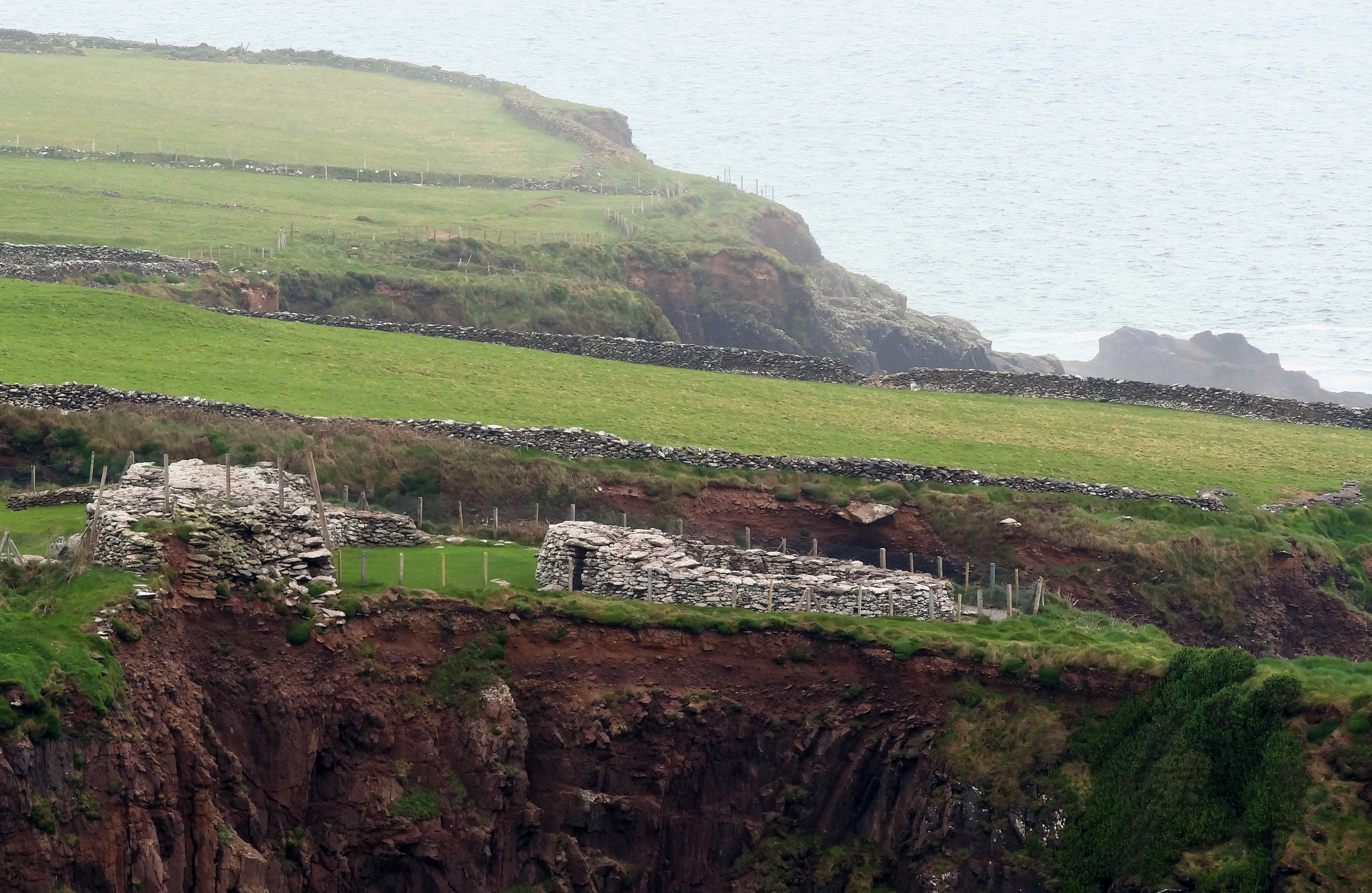
Promontory Fort Dunbeg auf der Dingle-Halbinsel, County Kerry, Irland

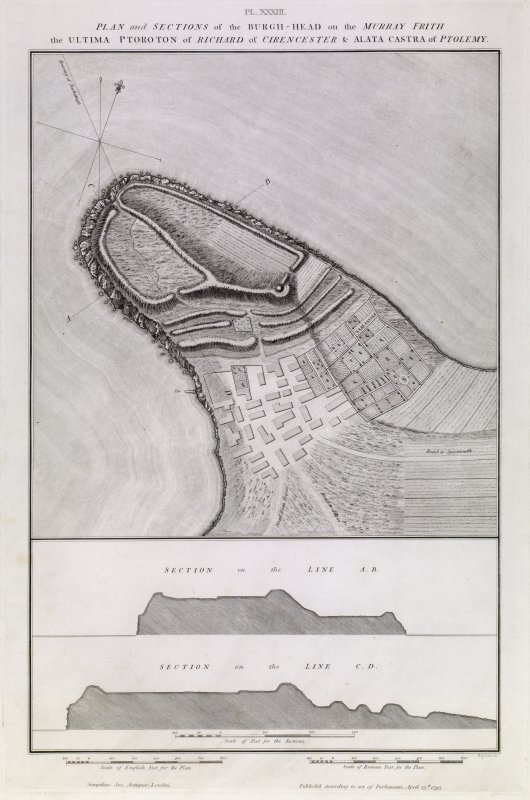
Promontory Fort Burghead; Schottland

Promontory Fort (eigentlich „Ancient Promontory Fort“, irisch Dún Cinn Tíre, in Cornwall „Cliff Castle“, französisch L’éperon barré) ist die Bezeichnung für bronze- und eisenzeitliche Abschnittswälle, die auf Halbinseln und Vorgebirgen liegen, aber auch an Abbruchkanten im Binnenland. Sie sind sehr verbreitet auf den Britischen Inseln. Abschnittsbefestigungen an der Küste werden auch als cap fort, cliff fort oder coastal fort (deutsch: Kap-, Klippen- oder Küstenburg) bezeichnet.

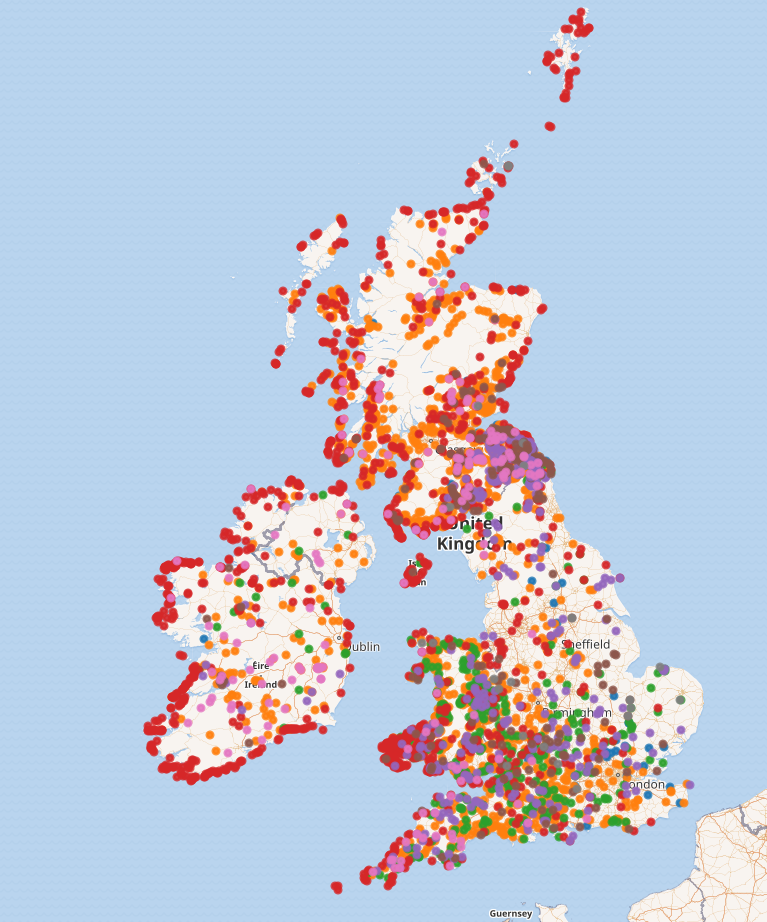
Promontory- und Hillforts

## Vorkommen
Promontory Forts sind in Cornwall (z. B. Carn Lês Boel, Dodman Point, Maen Castle, The Rumps, Trereen Dinas, Trevelgue Head) relativ häufig und kommen in Schottland (An Dun bei Clashnessie, Dunnicaer Hillfort, Earn’s Heugh und Hurly Hawkin bei Dundee, wo ein Broch, ein Rundhaus und ein Souterrain auf derselben Landzunge liegen), auf den Scilly-Inseln und in Wales (Berry Hill Fort, Caerau Hill Fort) vor.
Auf der Isle of Man (Cronk ny Merriu bei Santon) sind zwei von einst mehr als 20 Promontory Forts erhalten. Auf den Shetlandinseln (Ness of Burgi) und den Orkney (Brough of Bigging) gibt es auch einige. Die schottischen Anlagen Dun Ringill auf Skye, Dun Grugaig (Glenelg) und Dun Lagaidh am Loch Broom werden als Semi- oder Proto-Brochs bezeichnet.
In Irland gibt es an der Küste über 350 Promontory Forts. Davon wurden 9 untersucht, etwa auf der Insel Dalkey (ausgegraben zwischen 1956 und 1959) oder „The Great Bailey“, beide im County Dublin, sowie im Binnenland Caherconree im Sliabh-Mis-Gebirge auf der Dingle-Halbinsel. Das County Clare zählt allein 34 und das County Galway elf Anlagen. Auf der Landspitze von Drumanagh (County Fingal) liegen die Überreste des größten Promontory Forts Irlands. Viele liegen auch auf teilweise winzigen Inseln. Auf größeren wie der Araninsel Inishmore liegt z. B. Dún Dúchathair. Die erste wissenschaftliche Ausgrabung eines Promontory Forts wurde 1936 bei Larribane, im County Antrim durchgeführt.
Sie werden auch in der Frankreich (Beg en Aud), dort L'éperon barré genannt und in Litauen (Bradeliškės Hillfort) gefunden.

## Aufbau und Zahlen
Kombinationen von Erdwällen, Steilhängen, Mauern und Gräben durchtrennen die Hälse der Vorgebirge. Die Umkehrung dieser Abtrennung besteht in der Anbindung einer vormals landnahen Insel durch Aufschüttung eines Verbindungsdammes. Eine Anzahl von Küstenplätzen hat unter Erosion gelitten und so dürfte die Zahl der Anlagen einst noch größer gewesen sein. Es gibt Flurnamen wie Doonduff und Dooneen an der Küste von Inishbofin und Illaundoon Island, die auf frühere Promontory Forts deuten. Von den 400 bekannten Anlagen in Irland ist bisher archäologisch nur ein Dutzend ergraben worden. Die Ergebnisse zeigen, dass die Monumente, obwohl sie ähnlich aussehen, von der späten Bronzezeit an, also von 1000 v. Chr., erbaut und vereinzelt bis ins Spätmittelalter, also bis 1500 n. Chr. genutzt wurden.

## Am Meer
Die einfachste Form eines Promontory Forts ist die Abtrennung einer Landzunge (Burghead Fort, Drumanagh, Knocklane) mittels eines Grabens, bei dem der Erdaushub oder der abgearbeitete Fels als Wall aufgehäuft wurde (Dún Dúchathair). Das Gebiet hinter dem Sperrwerk kann relativ fundarm sein oder (seltener) mit einem steinernen Ringfort, einem so genannten Dun versehen sein, wie im Falle von Dunbeg Fort im County Kerry.

## Im Binnenland
Im Landesinneren liegen Promontory Forts an steilen Abbruchkanten. Besonders bekannt sind in Irland Cahercommaun im County Clare, Knoxspark im County Sligo und Caherconree im County Kerry auf der Dingle-Halbinsel. Berry Hill Fort in Wales.

## Andere Klippenbefestigungen
Vergleichbare Anlagen gibt es in Nordfrankreich (Vorgebirgsfort an der Pointe de Lostmarc’h) auf der Iberischen Halbinsel und auf Sardinien. Auf Sardinien liegt der Komplex um das Brunnenheiligtum von Santa Vittoria bei Serri an der Abbruchkante des vier Kilometer langen und ein Kilometer breiten Basaltplateaus.